# أحمد أكبربور
أحمد اکبربور (بالفارسية: احمد اکبرپور) (مواليد 31 يوليو 1970) في تشاه ورز، محافظة الفارس، هو روائي وكاتب قصص قصيرة وكتب أطفال.

## قائمة مؤلفاته

### شعر
| العام | الفارسية الأصلية   | الترجمة الانجلیزیة           | الترجمة العربية       |
| ----- | ------------------ | ---------------------------- | --------------------- |
| 1993  | مردمان عصر پنجشنبه | People of Thursday's Evening | شعب المساء يوم الخميس |

### كتب الأطفال
| العام | الفارسية الأصلية                                | الترجمة الإنجليزية                      | الترجمة العربیة                  |
| ----- | ----------------------------------------------- | --------------------------------------- | -------------------------------- |
| 1997  | Donyay-ye Goushe-o-Kenar-e Daftaram             | The World of My Notebook Margins        | العالم من هوامش دفتر ملاحظاتي    |
| 1998  | Ghatar-e An Shab                                | The Train of That Night                 | قطار تلك الليلة                  |
| 2001  | Vaghti Narahat Bashim, Jadeha Tamam Nemishavand | The Roads Don't Finish, When We Are Sad | الطرق لا تنتهي عندما نشعر بالحزن |
| 2002  | Emperatur-e Kalamat                             | Emperor of Words                        | امبراطور من الکلمات              |
| 2003  | Shab Bekheyr Farmandeh!                         | Good Night Commander!                   | قائد! مساء الخير                 |
| 2003  | Man Nokar-e Baba Nistam                         | I'm not My Dad's Servant                | أنا لست عبد والد                 |
| 2006  | Dokhtari Saket ba Parandeha-yi Sholough         | A Silenced Girl with Noisy Birds        | فتاة صامت مع الطيور صاخبة        |
| 2006  | Agar Man Khalaban Boudam                        | If I Was a Pilot                        | لو كنت طيار                      |
| 2005  | Ro'yahay-e Jonoubi                              | Southern Dreams                         | أحلام جنوب                       |
| 2010  | Ghoul va Docharkheh                             | Giant and Bicycle                       | مارد ودراجة الهوائیة             |

### قصص قصيرة
| العام | الفارسية الأصلية      | الترجمة الإنجليزية        | الترجمة العربیة |
| ----- | --------------------- | ------------------------- | --------------- |
| 2001  | Agahiy-e Nashr-e Alef | The Ads of Alef Publisher |                 |

## الجوائز
- دبلوم الشرف من المجلس الدولي لكتب الشبان سنة 2006: الإمبراطور من الكلمات [2]